# Hexatoma omeiana
Hexatoma omeiana är en tvåvingeart som beskrevs av Alexander 1933. Hexatoma omeiana ingår i släktet Hexatoma och familjen småharkrankar. Inga underarter finns listade i Catalogue of Life.